# Trévignin
Trévignin é uma comuna francesa na região administrativa de Auvérnia-Ródano-Alpes, no departamento de Saboia. Estende-se por uma área de 6,89 km². Em 2010 a comuna tinha 810 habitantes (densidade: 117,6 hab./km²).